# Reseda phyteuma
Reseda phyteuma é uma espécie de planta com flor pertencente à família Resedaceae. Trata-se de uma espécie terófita cujos habitats preferenciais são zonas ruderais, dando-se a sua floração entre Fevereiro e Julho.
A espécie foi descrita por Lineu e publicada em Species Plantarum 1: 449. 1753.
Não se encontra protegida por legislação portuguesa/da Comunidade Europeia.
Os seus nomes comuns são erva-de-sesteiras e reseda-menor.
O numero cromossómico da fase gametofítica é 6 ou 12 e da fase esporofítica é 12 ou 24.

## Distribuição
Pode ser encontrada no Centro e Sul da Europa, no Sudoeste da Ásia e também no Norte de África. Esta espécie é nativa de Portugal continental, sendo introduzida na Ilha da Madeira.

## Sinonímia
Segundo o The Plant List, esta espécie tem os seguintes sinónimos:
- Pectanisia phyteuma (L.) Raf.
- Reseda aragonensis Loscos & J.Pardo
- Reseda calicinalis Lam.
- Reseda phyteuma subsp. aragonensis (Loscos & J.Pardo) Rivas Mart.
- Reseda pygmaea Scheele
- Reseda tournefortii Schult.
- Sesamoides pygmaea (Scheele) Kuntze

A Flora Digital de Portugal aponta a seguinte sinonímia:
- Reseda aragonensis Loscos et Pardo
- Reseda phyteuma L. subsp. collina auct.

A Flora iberica indica vários sinónimos.

## Subespécies
O Euro+Med Plantbase indica a existência de duas subespécies:
- Reseda phyteuma L. subsp. phyteuma
- Reseda phyteuma subsp. rupestris (Lange) Aránega & Pajarón